# Jean-Philippe Méthélie
Jean-Philippe Méthélie (Fort-de-France, 15 settembre 1969) è un ex cestista francese.

## Palmarès
- Campionato francese: 2

Olympique Antibes: 1994-95
CSP Limoges: 1999-2000
- Coppa di Francia: 2

Cholet: 1998
CSP Limoges: 2000
- Coppa Korać: 1

CSP Limoges: 1999-2000